# Монфюрон
Монфюро́н (фр. Montfuron, окс. Montfuron) — коммуна во Франции, находится в регионе Прованс — Альпы — Лазурный Берег. Департамент коммуны — Альпы Верхнего Прованса. Входит в состав кантона Юго-западный Маноск. Округ коммуны — Форкалькье.
Код INSEE коммуны — 04128.

## Население
Население коммуны на 2008 год составляло 198 человек.
| 1962 | 1968 | 1975 | 1982 | 1990 | 1999 | 2008 |
| ---- | ---- | ---- | ---- | ---- | ---- | ---- |
| 48   | 86   | 79   | 156  | 149  | 166  | 198  |

## Климат
Климат средиземноморский. Лето жаркое и сухое, зимой прохладно, часто бывают заморозки.
Монфюрон не имеет своей метеостанции, ближайшая находится в Пьервере.
| Показатель                           | Янв. | Фев. | Март | Апр. | Май  | Июнь | Июль | Авг. | Сен. | Окт. | Нояб. | Дек. | Год  |
| ------------------------------------ | ---- | ---- | ---- | ---- | ---- | ---- | ---- | ---- | ---- | ---- | ----- | ---- | ---- |
| Средний суточный максимум, °C        | 9    | 11,1 | 14,8 | 17,1 | 21,8 | 26,1 | 29,7 | 29,5 | 24,8 | 19,2 | 13,3  | 9,7  | 18,1 |
| Средняя температура, °C              | 4,5  | 5,8  | 8,7  | 11,2 | 15,4 | 19,5 | 22,3 | 22,2 | 18,2 | 13,5 | 8,2   | 5,1  | 12,5 |
| Средний суточный минимум, °C         | −0,0 | 0,6  | 2,8  | 5,3  | 9,0  | 13,1 | 15   | 15,1 | 11,6 | 7,9  | 3,3   | 0,5  | 6,9  |
| Норма осадков, мм                    | 47   | 34   | 34   | 44   | 40   | 28   | 21   | 33   | 46   | 54   | 73    | 61   | 515  |
| Источник: Relevé météo de Pierrevert |      |      |      |      |      |      |      |      |      |      |       |      |      |

## Экономика
В 2007 году среди 142 человек в трудоспособном возрасте (15—64 лет) 81 были экономически активными, 61 — неактивными (показатель активности — 57,0 %, в 1999 году было 62,4 %). Из 81 активных работали 68 человек (39 мужчин и 29 женщин), безработных было 13 (8 мужчин и 5 женщин). Среди 61 неактивных 22 человека были учениками или студентами, 18 — пенсионерами, 21 были неактивными по другим причинам.

## Достопримечательности
- Ветряная мельница, восстановлена в период с 1971 по 1980 год и сохранила некоторые оригинальные деревянные механизмы. Размер крыльев — 13×4 м.
- Церковь Нотр-Дам-э-Сент-Эльзеар. Колокольня датируется XVII веком.
- Кладбищенская часовня Сент-Эльзеар (XVII век), исторический памятник.

## Фотогалерея

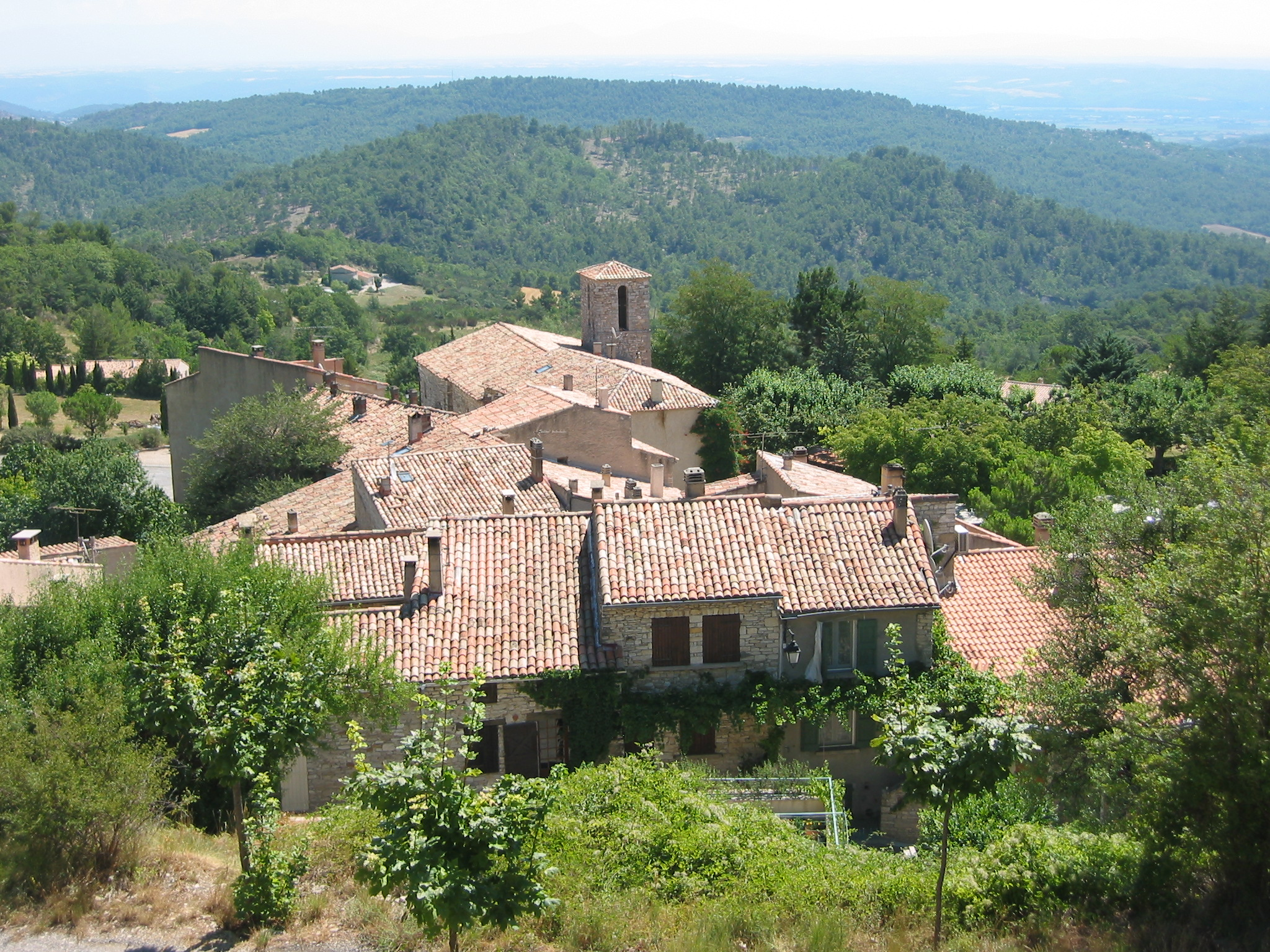
Монфюрон
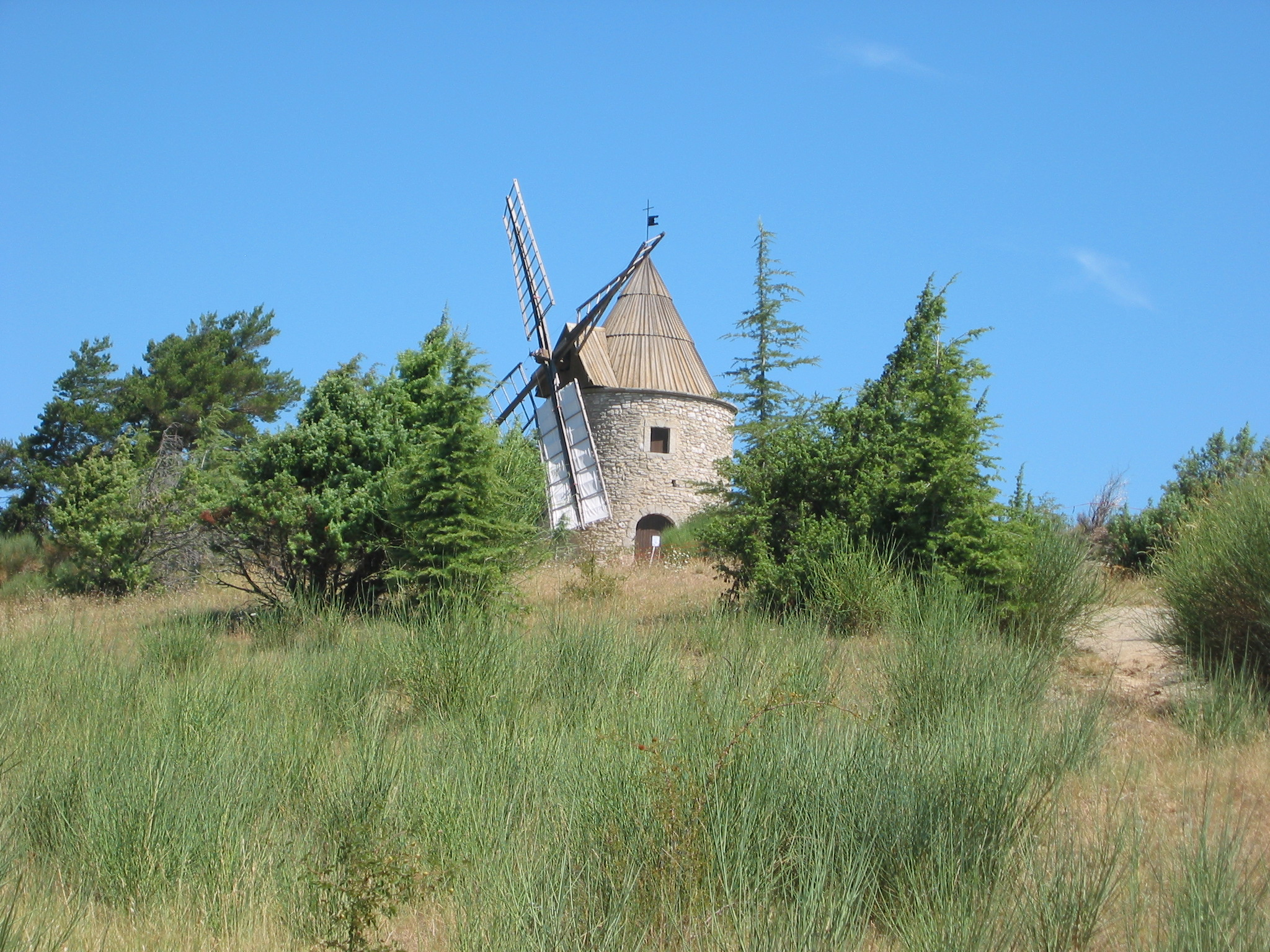
Ветряная мельница
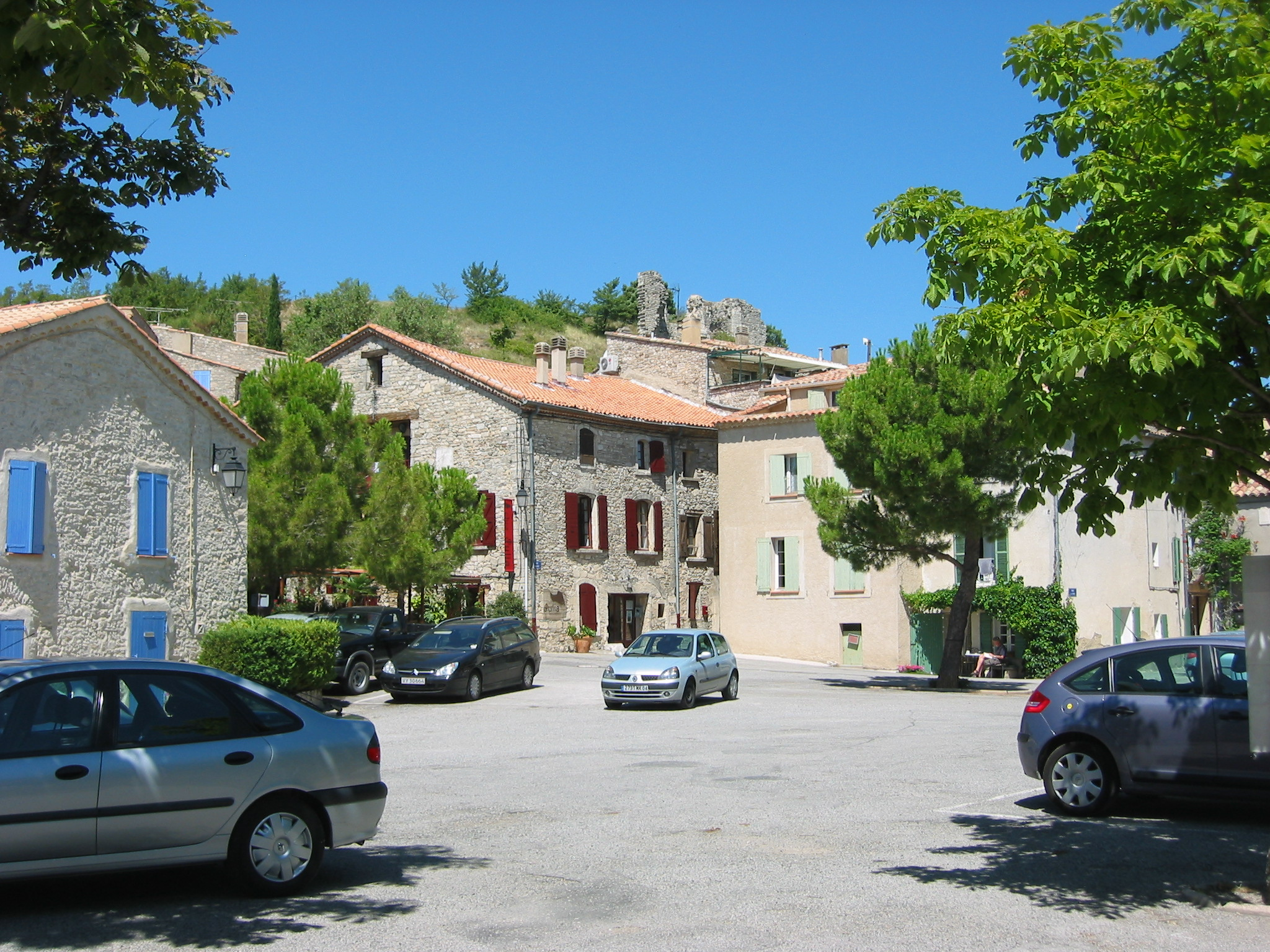
Центральная площадь